# ロス・パリエンテス・ポブレス
『ロス・パリエンテス・ポブレス』（スペイン語: Los parientes pobres）は、メキシコのテレビドラマ。ラス・エストレージャスで1993年5月3日から8月13日まで放送された。

## 登場人物
マルガリータ・サントス
演：ルセロ
ヘスス「チュチョ」サンチェス
演：エルネスト・ラガルディア
アルバ・ザバラ
演：シャンタル・アンデレ
ベルナルド・アビラ
演：アレクシス・アヤラ
マリア・イネス・デ・サントス
演：ヌリア・バゲス
エヴァリスト・オルモス
演：ホアキン・コルデロ
パウリーノ・ザバラ
演：ウンベルト・エリゾンド